# Ford Cliff
Ford Cliff  è una borough degli Stati Uniti d'America, nella contea di Armstrong nello Stato della Pennsylvania. Secondo il censimento del 2000 la popolazione è di 412 abitanti.

## Società

### Evoluzione demografica
La composizione etnica vede una prevalenza di quella bianca (99,76%), seguita da quella afroamericana (0,24%), dati del 2000.
| borough di Ford Cliff Popolazione |     |
| 2000                              | 412 |
| Stima al 2009                     | 378 |